# 德维卡·拉尼

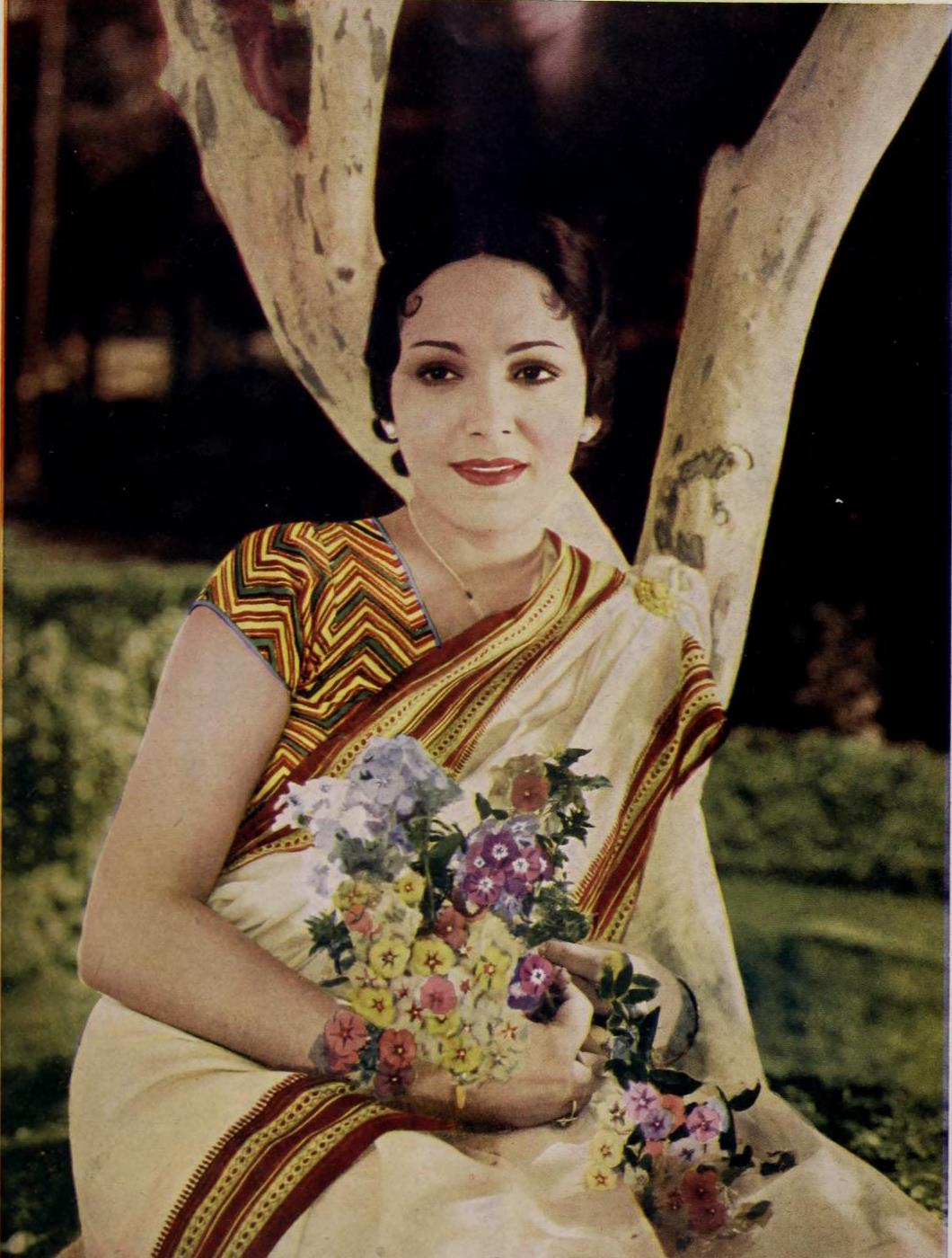
德维卡·拉尼

德维卡·拉尼·乔胡里 (Devika Rani Chaudhuri，1908年3月30日—1994年3月9日）是一位印度宝莱坞女演员。 她生于印度，後來前往英国。1934年返回印度孟买。她是第一位获得达达萨赫布·法尔克奖的人，并被授予莲花士勋章。 